# Asperula scutellaris
Asperula scutellaris är en måreväxtart som beskrevs av Roberto de Visiani. Asperula scutellaris ingår i släktet färgmåror, och familjen måreväxter. Inga underarter finns listade i Catalogue of Life.